# Colin Fleming (coureur)
Colin Fleming (San Diego, Californië, 21 april 1984) is een voormalig Amerikaans autocoureur.

## Carrière

### Vroege carrière
Fleming begon zijn autosportcarrière in het karting in 1998, waarin hij tot 2001 actief bleef. In die winter maakte hij zijn debuut in het formuleracing in de Formula Dodge Western Race Series, waarin hij direct één overwinning boekte. De daaropvolgende twee jaren nam hij deel aan de Barber Dodge Pro Series en eindigde hier respectievelijk als zesde en vijfde.

### Formule Renault
In 2004 werd Fleming opgenomen in het Red Bull Junior Team, het opleidingsprogramma van het Formule 1-team Red Bull Racing, na een competitie met vijftig andere Amerikaanse coureurs. Als onderdeel van dit programma maakte hij de overstap naar Europa, waar hij zijn Formule Renault-debuut maakte in zowel de Eurocup Formule Renault 2.0 als de Duitse Formule Renault voor het team Jenzer Motorsport. In de Eurocup eindigde hij achter mede-Red Bull-junior Scott Speed en Simon Pagenaud als derde in het klassement met zeven podiumplaatsen en 222 punten. In het Duitse kampioenschap won hij twee races op de Salzburgring en één op de Lausitzring en eindigde achter Speed op de tweede plaats met 284 punten, negen minder dan de kampioen.
In 2005 stapte Fleming over naar de nieuwe Formule Renault 3.5 Series, waarin hij zijn samenwerking met Red Bull en Jenzer voortzet. Ondanks dat hij vier races miste, eindigde hij op de dertiende plaats in het kampioenschap met 34 punten en één podiumplaats op het Circuit Bugatti.
In 2006 bleef Fleming in de Formule Renault 3.5 rijden, maar stapte hij over naar het team Carlin Motorsport. Na drie raceweekenden, waarin een vierde plaats op Istanbul Park zijn beste resultaat was, verliet hij zowel Carlin als Red Bull nadat hij vervangen werd door toekomstig Formule 1-kampioen Sebastian Vettel. Hierna keerde hij terug naar zijn thuisland, waarin hij in vijf van de twaalf races van het Atlantic Championship deelnam voor het team Gelles Racing. Hierna besloot hij om te stoppen met de autosport. Tegenwoordig werkt hij in de marketing.